# Kostel svatého Petra a Pavla (Horní Dubňany)
Kostel svatého Petra a Pavla je římskokatolický chrám v Horních Dubňanech v okrese Znojmo. Je chráněn jako kulturní památka České republiky. Jde o farní kostel farnosti Horní Dubňany.

## Historie
První písemná zpráva o kostele v Horních Dubňanech pochází z roku 1279. Posledního dne měsíce srpna tohoto roku vydal olomoucký biskup Bruno ze Schauenburku listinu, ve které se uvádí, že „dědictví a patronátní právo v Dubňanech“ spolu s filiálními kostely v Dukovanech a Bohuslavicích patří „navěky spolu s desátky templářskému řádu. Znojemský děkan (fara v Horních Dubňanech patřila tehdy k děkanátu Znojmo) po vizitaci v roce 1657 konstatoval, že fara i kostel jsou sešlé, kryté jen slámou.
Jádro kostela pochází z druhé poloviny 12. století. Kostel v neznámé době vyhořel, asi ve druhé polovině 15. století byla loď prodloužena k východu. V 16. století byla přistavěna sakristie, roku 1775 bylo k nově zaklenuté lodi přistavěno kněžiště se sakristií, předsíň, schodiště na kruchtu, prolomena okna. Sakristie byla zvětšena v 19. století.

## Popis
Jedná se o jednolodní stavbu s odsazeným kněžištěm, k jehož jižní zdi přiléhá sakristie. Nad západním průčelí lodi se zvedá štíhlá hranolová věž. Hladké fasády jsou prolomeny velkými okny obdélníkového tvaru. Původní část lodi je vyzděna z velmi nízkého lomového kamene kladeného na vápennou maltu a pečlivě vrstveného do řádků. Obdobné zdivo věže je armováno na nárožích nepravidelnými kamennými kvádry. Vstup do kostela je chráněn předsíní zaklenutou valeně. Kněžiště je zaklenuto plackou mezi pasy a stlačenou konchou, loď je zaklenuta valeně s výsečemi.Západní část lodi zabírá valeně podklenutá hudební kruchta, za ní trojosá patrová panská tribuna nesená dvojicí zděných čtyřbokých pilířů. V patře tribuny je plochý strop.

## Zařízení
Hlavní oltář pochází z doby barokní přestavby. Ze stejné doby pochází přízední kazatelna a křtitelnice kalichového tvaru, na víku se sousoším Kristova křtu. Sochy andělů po stranách hlavního obrazu vyřezal Ondřej Schweigl. Obrazy na bočních oltářích na téma Klanění Tří králů a Nejsvětější Trojice namaloval František V. Korompay v roce 1775. Volně umístěné dřevořezby Madony pocházejí z poloviny 18. století. Ve věži je zavěšen zvon ulitý v Brně roku 1653.